# 懷特鎮區 (阿肯色州阿什利縣)
懷特鎮區（英語：White Township）是位於美國阿肯色州阿什利縣的一個行政鎮區。

## 地方資料
懷特鎮區的面積為109.12平方千米，當中陸地面積為109.11平方千米，而水域面積為0.01平方千米。根據2010年美國人口普查的數據，當地共有人口897人，而人口密度為每平方千米8.22人。